# آباد گیشکی
آباد گیشکی روستایی در دهستان جواران بخش هنزا شهرستان رابر استان کرمان ایران است.

## جمعیت
بر پایه سرشماری عمومی نفوس و مسکن در سال ۱۳۹۵ جمعیت این مکان ۹ نفر (۴خانوار) بوده‌است.